# Барбара Смит
Барбара Смит (Кливленд, 16. новембар 1946) америчка социјалисткиња која је играла значајну улогу у црном феминизму у Сједињеним Државама као лезбијска феминисткиња.  Од раних 1970-их, била је активна као научник, активиста, критичар, предавач, аутор и издавач црне феминистичке мисли. Такође је предавала на бројним колеџима и универзитетима већ 25 година. Њени есеји, критике, чланци, кратке приче и књижевна критика појавили су се у бројним публикацијама, укључујући The New York Times, TheBlack Scholar,, Мс., Gay Community News, Тhe Guardian, The Village Voice, Conditoons и The Nation. Има сестру близнакињу Беверли Смит, која је такође лезбијска феминистичка активисткиња и списатељица.

## Рани живот

### Детињство
Прерано је рођена и борила се за живот током првих месеци живота. Мајка Хилде Бил Смит  радила је као медицинска сестра, а касније и као продавачица, тако да је девојчицина бака током детињства била њихова главна неговатељица, док је мајка зарађивала за живот.  Године 1956, када су Барбара и њена сестра близнакиња Беверли имале девет година, њихова мајка је умрла од срчаних компликација повезаних са дечјом реуматском грозницом.  Након мајчине смрти, девојчице су наставиле да живе у кући са бакама, теткама, ујацима и рођацима.
Иако је породица Смит имала релативно мало финансијских средстава, њена бака, тетке и мајка биле су добро образоване, посебно за ниво образовања који је био доступан црнкињама 1940-их и 1950-их.  Њена бака и пратетка су училе у одвојеним школама на југу пре него што су се преселиле на север, иако је њена мајка једина у његовој породици добила универзитетску диплому дипломираног образовања на Државном универзитету у Форт Валију.  Сви у варварској породици били су активни читаоци који су истицали важност образовања, у школи и ван ње.
Већи део свог живота знала је мало о свом оцу, Гартрелу Смиту, који се развео од своје мајке Хилде пре него што су рођени близанци. Према речима рођаке Барбарине мајке, „тетке“ Изабел, Хилда и Гартрел су побегли и венчали се након што Хилдини родитељи нису одобравали њихову везу.  Хилда се вратила у Кливленд трудна након растанка са Гартрелом. Барбара никада није срела свог оца нити видела његове слике. Мало се зна о њему, осим да је био у војсци током Другог светског рата и да су се Хилда и Гартрел упознали у Џорџији, где је Хилда студирала.
Иако су Барбара и њена сестра одрасле на северу Сједињених Држава, њена породица је задржала јужне корене и традицију из руралне Џорџије. Породица њене мајке била је једна од милиона афроамеричких породица које су учествовале у Великој сеоби у првој половини 20. века како би побегле од јужњачког репресивног система расних касти и побољшале своје економске могућности. Барбара описује свој идентитет као идентитет жене са југа и приписује породично искуство интензивне расне трауме у Џорџији катализатору њеног активизма.  Истовремено, она не ослобађа север од интензивне расне дискриминације, документујући неколико формативних инцидената против црнаца које су доживеле она и њена сестра. Током једног таквог инцидента, она и њена сестра донеле су домаће колачиће на летњи курс француског језика који је водио отворени расиста. Нико од беле деце у разреду није јео колачиће.  Упркос очигледној расној дискриминацији, и Барбара и Беверли имају успешне академске каријере.

### Oбразовање
Барбара Смит и њена сестра почеле су основно образовање у основној школи Болтон и преселиле се у основну школу Роберт Фултон током 1. разреда.  Смит приписује свој рани академски успех делимично високом квалитету јавних школа које је похађала. Иако су она и њена сестра изабране у специјалну школу за академски надарене људе у четвртом разреду, њихова породица је одлучила да не мења школу за девојчице тако брзо након мајчине смрти.  Барбара и Беверли су похађале средњу школу Александра Хамилтона млађег, а касније и средњу школу Џона Адамса .
У средњој школи Смит је бриљирала и постигла веома високе резултате на ПСАТ-у . Њене оцене и оцене су јој омогућиле да се 1965. упише на колеџ Маунт Холиок, али, уморна од расног анимозитета на колеџу, прешла је у Нову школу, школу друштвених истраживања у Њујорку, где је студирала друштвене науке годину дана. Вратила се на планину Холиок на последњој години, дипломирала је 1969. 
Након што је дипломирала на Маунт Холиоуку, Смит је магистрирала књижевност на Универзитету у Питсбургу и дипломирала 1971. У Питсбургу је почела да се бави активизмом у женском покрету и покрету за ослобођење хомосексуалаца . 
Године 1981. Смит је завршила све осим своје дисертације за докторске студије на Универзитету Конектикат .  У то време, она је била позната активисткиња за једнакост црнаца, феминизам и ЛГБТ питања.
Године 2015. Универзитет у Албанију доделио је Смитовој почасни докторат. 

### Рани активизам
Одрастајући у дубоко подељеном друштву, Смитова је од малих ногу развила политичку свест.  Као средњошколци, она и њена сестра учествовале су у протестима за грађанска права који су се фокусирали на десегрегацију школа. За то време, Смитова је била волонтер у Кливлендском огранку Конгреса расне једнакости ( ЦОРЕ ). Она описује убиство Бруса Клундера, активисте и презбитеријанског свештеника, као катализатор за њено учешће у покрету Кливленда. Присуствовала је неколико говора Мартина Лутера Кинга млађег и упознала активисткињу за грађанска права Фани Лу Хамер . 
Године 1965. Смитова се уписала на колеџ Маунт Холиок, где је била једна од ретких црнаца. Убрзо се придружила Групи грађанске акције, која је, између осталог, била укључена у организовање против рата у Вијетнаму .  Иако Моунт Холиоке није имао студентски огранак Демократског друштва (СДС) у кампусу, Смитова и други студенти Моунт Холиокеа су се дивили и опонашали напоре групе. Током године у Новој школи за друштвена истраживања, Смитова је отпутовала у Чикаго и учествовала у протестима који су пратили Националну конвенцију Демократске странке. 
Након што је дипломирала на Моунт Холиокеу, Смитова је направила паузу од фронталног активизма, где се осећала ограниченом својим идентитетом жене у црначком националистичком покрету.  ‍:str. 56. Провела је неко време размишљајући о томе како би могла да помогне у промовисању расне једнакости радећи на академији. Али након што је присуствовала састанку Националне црне феминистичке организације (НБФО), поново је ушла у област активизма и почела да сарађује са многим значајним обојеним женама.
Смитова се након што је магистрирала књижевност на Универзитету у Питсбургу, настанила у Бостону . Рад њене сестре Беверли у часопису Мс. омогућио Беверлију да успостави кључне контакте,  ‍:str. 58. а преко публикације Барбара је упознала Маргарет Слоан, оснивачицу НБФО. Заинтригирана позивом да присуствује Источној регионалној конференцији НБФО 1974. године, Смитова је водила састанке са женама из области Бостона и успоставила контакте за оснивање бостонског огранка НБФО.  ‍:str. 59.
Године 1975, са Беверли и Демитом Фрејзер, активисткињом из Чикага, Смитова је основала бостонски огранак НБФО-а. Због недостатка упутстава националне организације, филијала у Бостону била је независна од централе, па су одлучили да се фокусирају на подизање свести и организовање помоћи бостонској сиротињи и радничкој класи.  ‍:str. 59.

## Активизам

### Колектив реке Комбахи
Фрустрирана недостатком комуникације са националном организацијом, али и схватајући да је политика бостонске филијале знатно радикалнија од политике НБФО, група је одлучила да се потпуно одвоји. Они су названи Колектив реке Комбахи, након успешне војне операције коју је водила Харијет Тубман током грађанског рата на реци Јужна Каролина. Убрзо након оснивања, написали су свој манифест.  ‍:str. 59. Изјава Колектива реке Комбахи  истиче циљеве групе и идентификује је као класно свесну црну феминистичку организацију која афирмише сексуалност. Препознавање лезбијства као легитимног идентитета покренуло је дебату унутар црног феминизма и ширег женског покрета .
Као социјалистичка црна феминистичка организација, колектив је наглашавао интерсекционалност расног, родног, хетеросексистичког и класног угњетавања у животима Афроамериканки и других жена других раса. Као и друге црне феминистичке организације у то време, Комбахи је артикулисала „многу забринутост својствену црним женама, од љутње према црнцима због љубавних веза и бракова са белкињама, преко унутрашњег сукоба око боје коже, текстуре косе и црта лица, до разлика између мобилности белаца и црних жена ... такође нападају мит о црном матријарху и стереотипне приказе црних жена у популарној култури."  Колектив је такође радио на питањима као што су „ репродуктивна права, силовање, реформа затвора, злоупотреба стерилизације, насиље над женама, здравствена заштита и расизам у покрету белих жена“.  Намерно је структурисан тако да се избегне хијерархија и да се члановима пружи осећај једнакости; Смит је ову структуру навела као кључну за опстанак црног феминизма „као радикалног покрета“.  Чланице Комбахи-а су организовале дискусије како би разговарале о питањима из  Изјаве Колектива реке Комбахи, начинима да се црни феминизам укључи у свест црнкињи, и важним питањима у њиховим заједницама.  ‍:str. 107. Али организација је изгубила замах јер су разговори о лезбијству и образовном напретку отуђили неке чланове. Као резултат сукоба око вођства и лоших међуљудских односа, Комбахи чланство је опадало. Последњи састанак је био у фебруару  ‍:str. 142–143.

### Кухињски сто: жене Колор Прес-а
Заљубљеница у америчку књижевност и писање, Смит је током школовања учила енглески. Након што је била фасцинирана романом Џејмса Болдвина Иди реци на планини, одлучила је да емигрира у иностранство, али је због интересовања за друштвене покрете шездесетих година студирала књижевност од куће.  Уписала је постдипломске студије књижевности у нади да ће пронаћи црне писце, али је само успела да утврди да амерички књижевни канон не укључује црне жене. Након чланка у часопису Мс. прочитала да ће Алис Вокер одржати курс о афроамеричким списатељицама, Смит се уписала и заклела се да ће предавати о црним писцима кад год буде предавала. То је управо оно што је почела да ради на Емерсон колеџу 1973. 
Изненађена што су се доступни радови црних аутора бавили искуствима мушкараца, Смит је, на предлог своје пријатељице Аудре Лорде, основала Кухињски сто:Жене Колор Прес-а .  Основан 1980. године у Бостону, кухињски сто је пресељен у Њујорк 1981. године. У сарадњи са Лорде, Госетт, Сусан Л. Јунг и другима,  Смит је објавила неколико брошура и књига које су прихваћене у програме етничких студија, женских студија, квир студија и црначких студија. Смит је рекао да наслеђе кухињског стола лежи у савременом издаваштву, пошто су црни аутори попут Вокера и Тони Морисон ушли у амерички књижевни канон, као и да утичу на феминистичке студије укључујући интерсекционалност као начин истраживања. 
Након што је напустила кухињски сто, наставила је да пише и написала многе есеје, чланке и критике. Њен чланак „Ка црначкој феминистичкој критици“ (1982),  често се наводи као револуционарни чланак у црначкој литератури и расправама о црним лезбијкама  Смит је уредила три велике збирке о црнкињама. Своје различите списе је прикупила у антологији Истина која никад не боли: списи о раси, сексу и слободи (1998).

## Каснији живот

### Градско веће
Настављајући свој рад као организатор заједнице, Смит је 2005. године изабрана у Градско веће Албанија, представљајући одељење 4, и поново је изабрана 2009. године. Током овог периода, сарађивала је са Дејвидом Качињским из Њујоркера на алтернативи смртној казни и на иновативним решењима за насилне злочине.  Током своја два мандата у Градском већу Албанија, Смит је била активна на питањима развоја младих, превенције насиља и образовних могућности за сиромашне, мањине и особе са инвалидитетом.  Није се кандидовала за реизбор 2013. године. Смит сада ради са канцеларијом градоначелника у Албанију на вођењу иницијатива за решавање економске, расне и социјалне неједнакости.

### Достигнућа
Смит је наставила да предаје. Донирала је свој рад Архиву лезбијске историје у Бруклину, а усмене историје свог живота дала је Универзитету Колумбија и колеџу Смит  Појавила се у документарцу Марлона Ригса Црно је . . . Није црно и документарном филму ПБС и АОЛ из 2013. Креатори: Жене које чине Америку . Дана 2. фебруара 2017. одржала је говор на Клејминг Вилијамсу, „годишњем догађају на којем се заједница кампуса окупља да разговара о питањима расе, пола, идентитета, религије и заједнице“.  Тврдећи да је Вилијамс „дан моралне храбрости“ на Вилијамс колеџу  Смит је рекао да су „заузимање морално високе позиције, поштење и одлука да се уради нешто што је објективно застрашујуће“ кључне компоненте моралне храбрости. 
Смит је 1996. била сарадница Института за сетву на Радклиф колеџу и награђена је за свој активизам 1994. године наградом Stonewall .  Добила је награду Уједињене црквене жене за људска права 2000.  и била је номинована за Нобелову награду за мир 2005. 
Дана 14. новембра 2015. Фондација јавне библиотеке у Албанију доделила је Смитовој титулу „КЊИЖЕВНА ЛЕГЕНДА“, заједно са Грегоријем Мегвајером.
Смитова је активиста против исламофобије . Основала је веб страницу Стоп Исламофобији  за подршку имигрантима и избеглицама.
Епизода 3 шесте сезоне подкаста Making Gay History, објављеног 2019. године, говорила је о Смитовој. 
У фебруару 2020. Смит је подржала кандидатуру Бернија Сандерса за председника на демократским предизборима . 
У јуну 2020, у част 50. годишњице прве ЛГБТ Параде поноса, Queerty ју је именовао међу 50 хероја „који воде нацију ка једнакости, прихватању и достојанству свих људи“. 
- Харијет Тубман за животно дело Афрички амерички политички форум (2017) ) [42]
- Ламбда књижевна награда: Награда за издавачку делатност [43]
- Награда Алумни Асоцијације за достигнућа Маунт Холјок Колеџа [44]
- Награда организације бивших студената Моунт Холиоке [45]
- Номинована за Нобелову награду за мир (2005). ) [44]
- Сарадник на Институту за сетву колеџа Радклиф [44]
- Резидент Шомбуршког центра за проучавање црначке културе (1995—1996. ) [45]
- Награда за људска права Цркве уједињених жена  (2000). ) [44]
- Stonewall награда за службу лезбијској и хомосексуалној заједници (1994. ) [12]